# هفته حقوق قربانیان بزهکاری
هفته ملی حقوق قربانیان بزهکاری یک بزرگداشت سالانه در ایالات متحده آمریکا است که به گسترش حقوق و خدمات قربانیان بزهکاری می‌پردازد. این هفته با مراسم اهدای جوایز در واشینگتن، دی.سی. برگزار می‌شود که در آن، کَسان و سازمان‌هایی که تلاش‌های برجسته‌ای در پشتیبانی از قربانیان و کمک‌رسانی به آنها کرده‌اند معرفی می‌شوند. تاریخ دقیق این مناسبت، مشخص نیست. اما همیشه در ماه آوریل است.
نخستین هفته قربانیان بزهکاری (که بعدها به «هفته ملی حقوق قربانیان بزهکاری» تغییر نام یافت) را رونالد ریگان در سال ۱۹۸۱ (میلادی) به عنوان بخشی از گسترش ابتکار عمل پشتیبانی از قربانیان بزهکاری بنیان گذاشت. او در سال ۱۹۸۲ (میلادی) این بزرگداشت را در بیانیه فرمان اجرایی ۱۲۳۶۰ به نام «کارگروه رئیس‌جمهور برای قربانیان بزهکاری» گنجاند. دفتر قربانیان بزهکاری، مراسم هفته حقوق قربانیان بزهکاری را برگزار می‌کند. گروه‌هایی در سراسر کشور نیز رویدادهای محلی را برگزار می‌کنند.